# Hextable
Hextable – wieś w Anglii, w hrabstwie Kent, w dystrykcie Sevenoaks. Leży 29 km na północny zachód od miasta Maidstone i 24 km na południowy wschód od centrum Londynu. W 2001 miejscowość liczyła 4747 mieszkańców.